# Guandi-Tempel (Dili)
Der Guan-Di-Tempel (chinesisch 關帝廟 / 关帝庙, Pinyin Guāndì miào) ist der chinesische Tempel in Osttimors Hauptstadt Dili. Er liegt im Innenhof an der Rua Formosa im Suco Gricenfor, nahe dem Regierungsviertel und dem Sitz der Erzdiözese Dili. Der Tempel ist nach dem Kriegsgott Guandi (關帝 / 关帝,  Guāndì) benannt. In Tetum wird er auch Cina Maromak genannt.

## Aussehen
Der einfache Guandi-Tempel ist in weißen Wänden und grünen Dachziegeln gehalten, gestützt von roten Säulen. Auf dem etwa 1000 m² großen Tempelgelände werden Gottheiten aus den Drei Lehren Chinas, dem Konfuzianismus, dem Daoismus und dem Buddhismus verehrt. Neben dem Haupttempel für Guandi gibt es ein kleiner Schrein für den Boddhisatva Guanyin. Im gut besuchten Tempel zählen neben Gläubigen aus den chinesischen Gemeinden Osttimors auch Besucher der angestammten Bevölkerung Osttimors und Indonesiens.

## Geschichte
1912 gab es bereits einen Tempel für die chinesische Bevölkerung Portugiesisch-Timors. 1926 wurde eine etwa 30 cm hohe Buddhastatue aus China nach Dili gebracht und zunächst in einer Garage verehrt. 1928 wurde mit Genehmigung der portugiesischen Kolonialregierung der heutige Tempel errichtet und die Buddhastatue im Zentrum des neuen Tempels untergebracht. Unter den Spendern für den Bau des Tempels, an die mit Gedenktafeln erinnert wird, finden sich auch die Namen zweier portugiesischer Offiziere: Leutnant Manuel M. Oliveira und Leutnant Enrico Cowa Lemos. Die anderen Spender stammten aus der chinesischen Gemeinde. Die chinesische Regierung spendete bis zur Gründung der Volksrepublik jährlich 200 US-Dollar für den Erhalt des Tempels.
Der 1993 am Haupteingang angebrachte chinesische Gedenktafel berichtet über den Wiederaufbau der Tempelanlage 1936 durch aus Macau eingewanderte Hakka-Chinesen – Auszug aus dem Inschrift: 『離鄉別井，乘風破浪遠渡重洋，栖身東帝汶… 』. Aufgrund politischer Unruhen wurde im Laufe der Zeit der Guandi-Tempel mehrmals verwüstet und wiederaufgebaut (siehe Japanische Besetzung im Zweiten Weltkrieg, Bürgerkrieg 1975, Indonesische Besetzung, Gewaltwelle 1999).

## Galerie

Außen
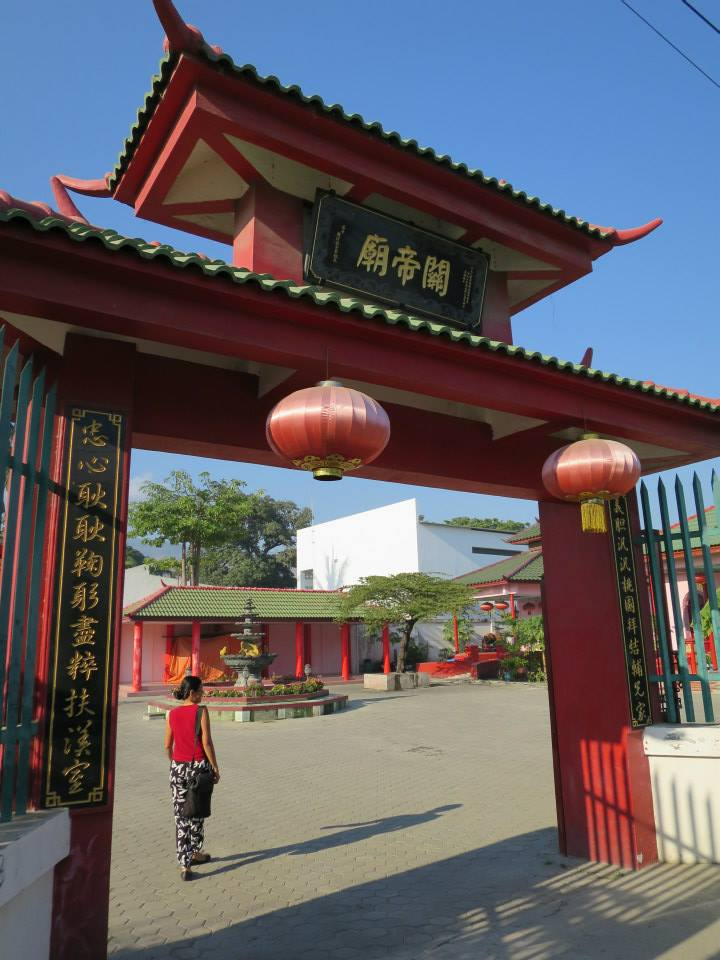
Der Pailou zum Tempel
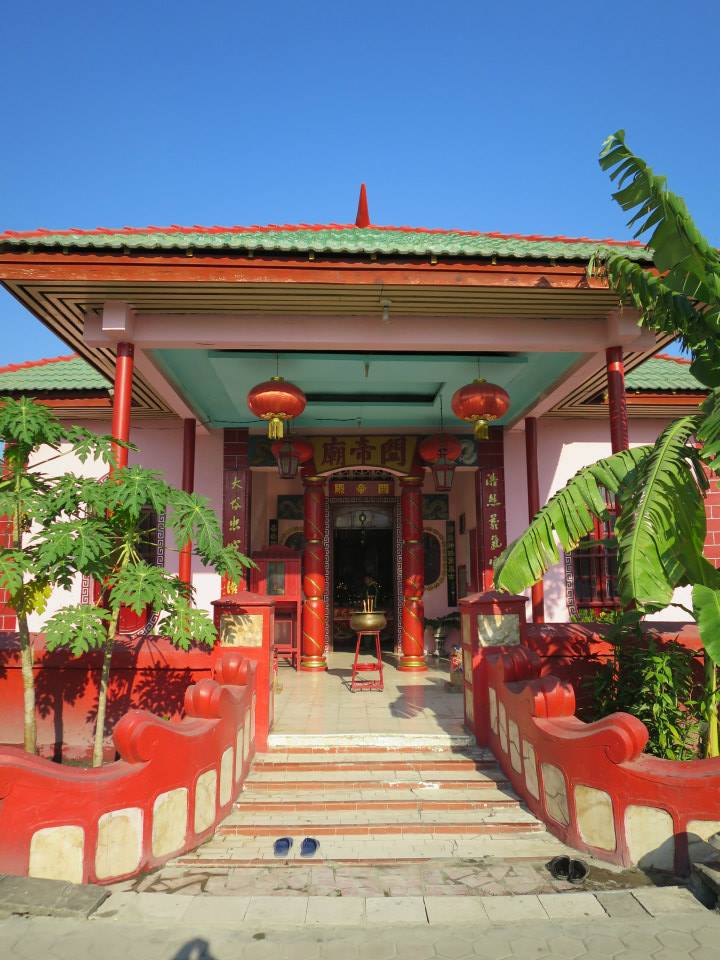
Tempelhaupteingang
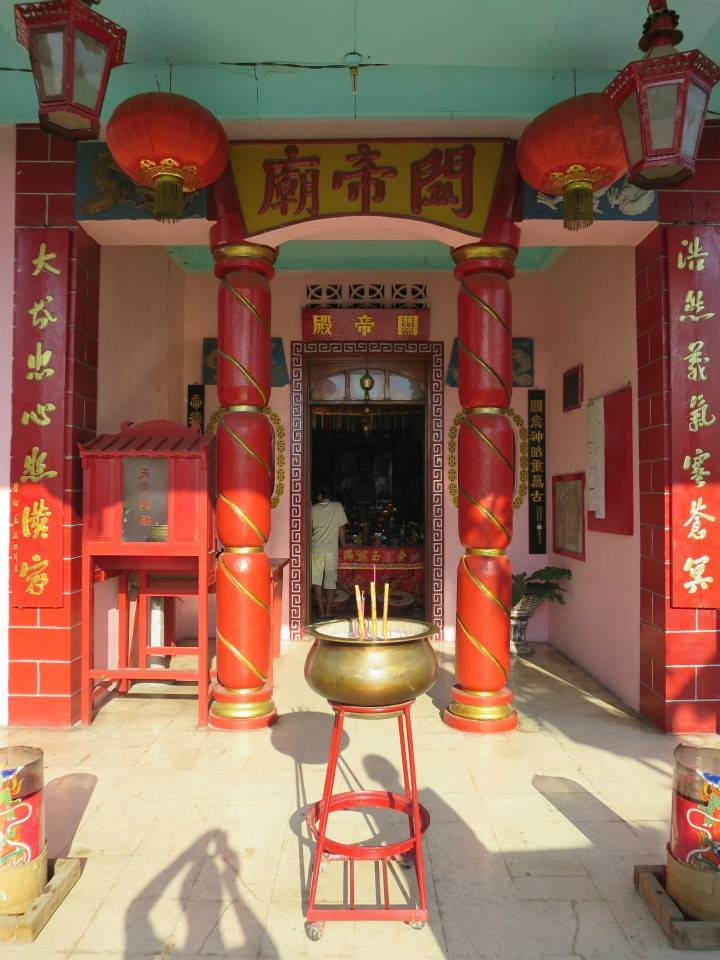
Haupthalle
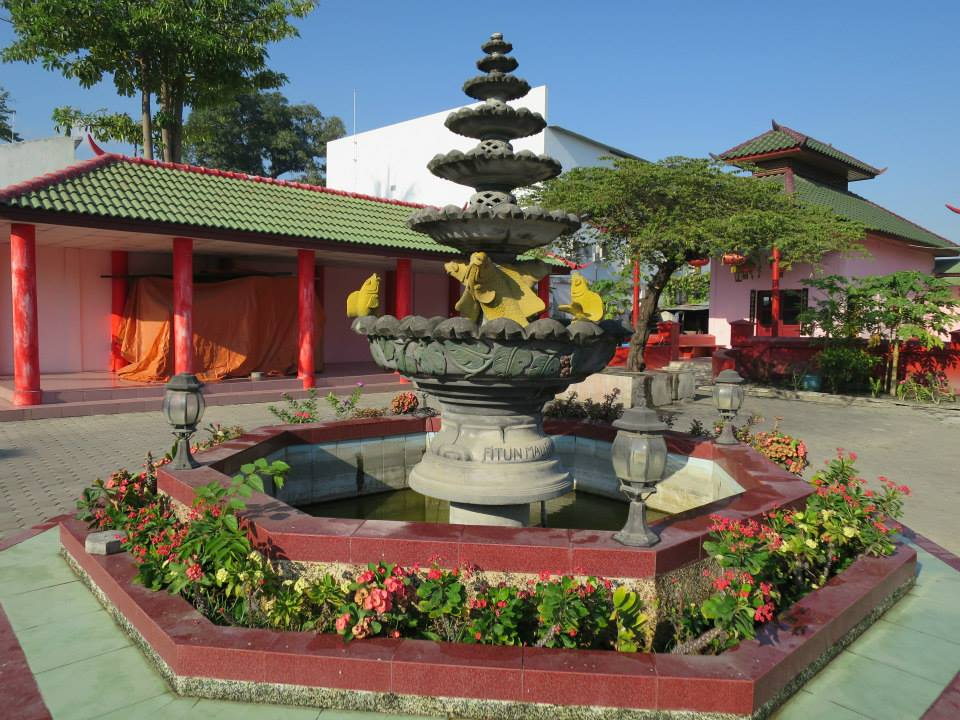
Springbrunnen

Innen
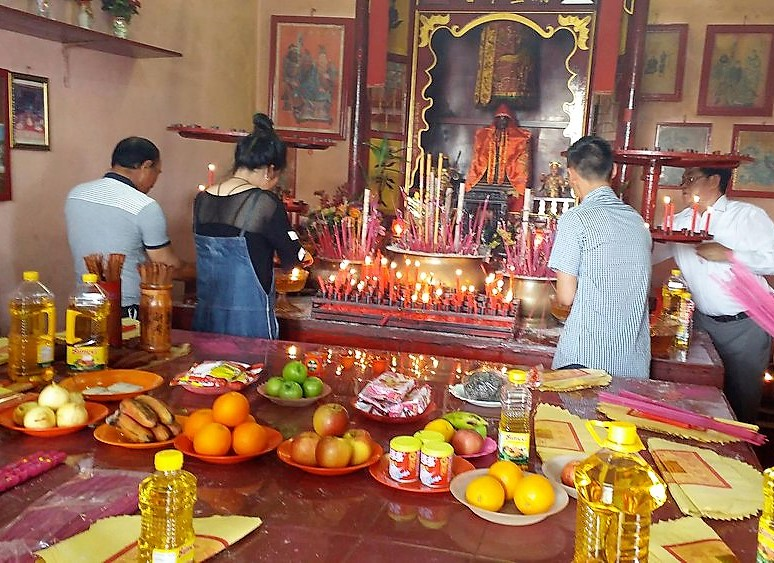
Neujahrsfest 2018
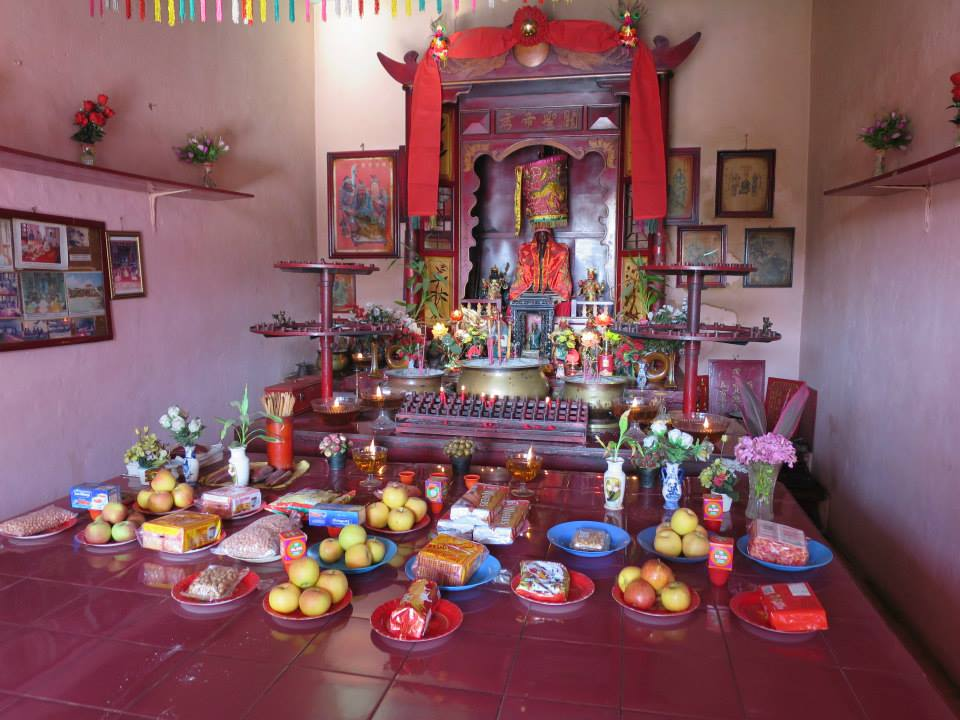
Guandi-Altar
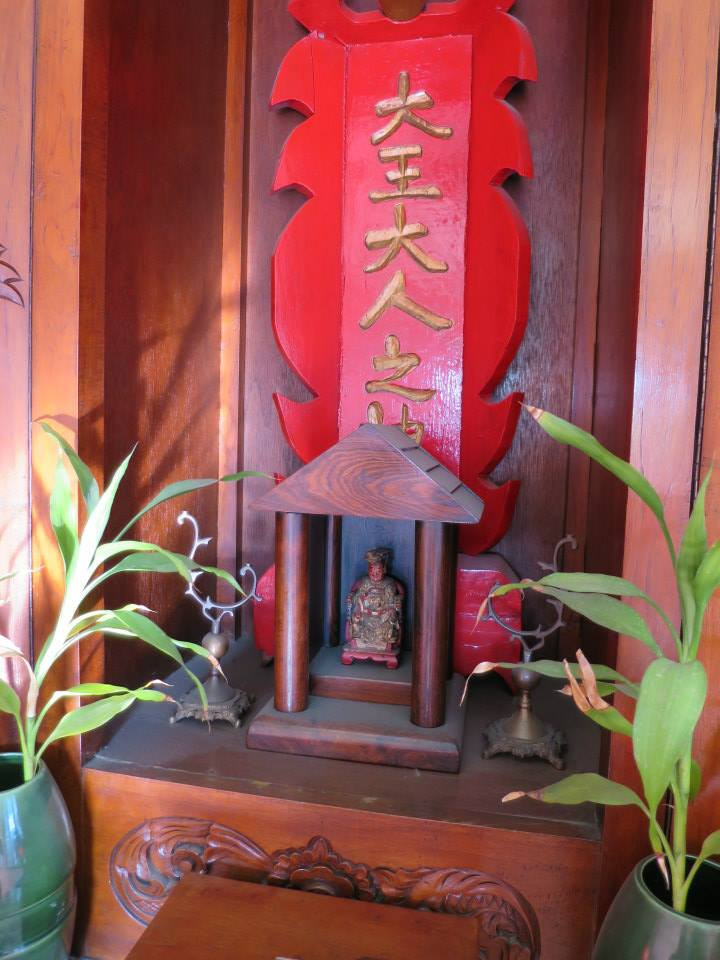
Daoistischer Jadekaiser
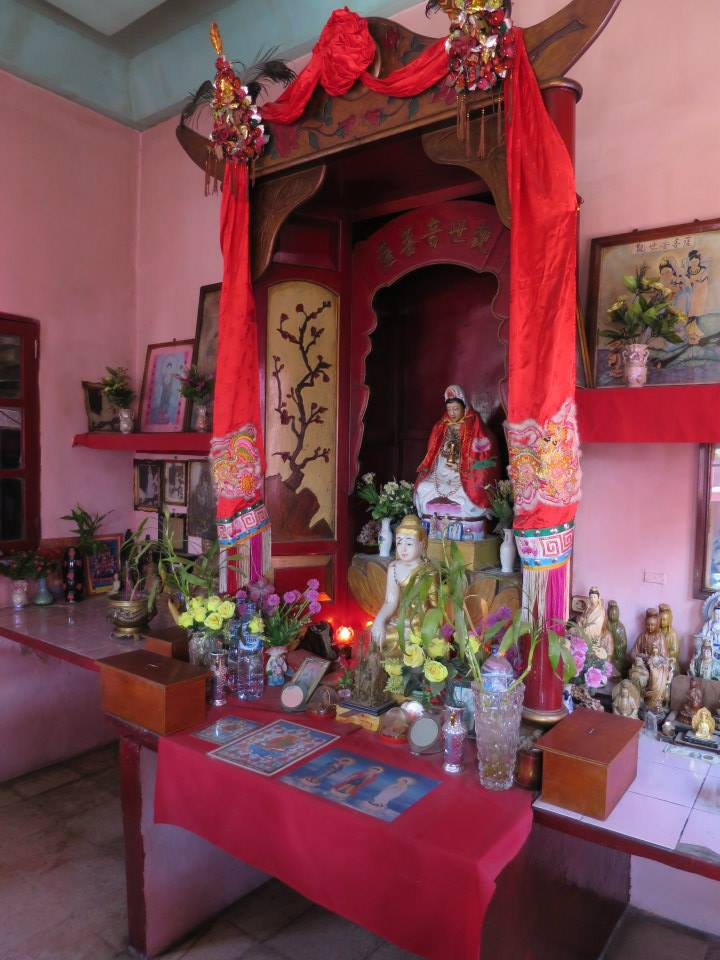
Buddhistische Guanyin